# Монгольське завоювання М'янми
Монгольське завоювання М'янми відбулося в другій половині XIII століття і включало в себе кілька вторгнень військ Монгольської імперії в царство Паган.

## Передісторія
На території сучасної китайської провінції Юньнань перебувала держава Далі, основним населенням якого були тайці. Через проникнення китайців на південь тайцям довелося мігрувати на півострів Індокитай. У середині VIII століття вони з'явилися на території сучасної Бірми і підпорядкували собі місцеві племена п'ю і витіснили монів. В XI столітті там було засновано царство Баган (Паган). В результаті завоювання Китаю, де встановилася династія Юань, монголи в 1253–1254 роках розгромили і державу Далі, що прискорило переселення тайців на півострів і відкрило туди дорогу завойовникам.

## Перші зіткнення
Незабаром після проголошення в 1271 році імперії Юань хан Хубілай через правителя провінції Юньнань відправив до правителя царства Паган Наратіхапате послів, які зажадали включення Пагана до складу володінь імперії Юань. Правитель Пагана повинен був з дарами особисто прибути в Ханбалик. Наратіхапат ухилився від цього візиту, викликавши обурення правлячих кіл імперії. У 1273 році в Паган прибула місія, яка привезла лист Хубілая паганському правителю з нагадуванням про підпорядкування імператору і загрозою війни в разі відмови. М'янманські джерела і китайська династична хроніка «Юань-ши» стверджують, що правитель Пагана стратив послів.
У 1276 році пала китайська імперія Південна Сун, що звільнило для військових дій великі маси монгольських військ. Навесні 1277 року війська імперії Юань під командуванням намісника Юньнані Хуту вторглися в межі Пагана; в цьому поході взяв участь Марко Поло. Шістдесятитисячна м'янманська армія зустрілася з кіннотою монголів і загоном озброєним луками гвардії в битві при Нгазаунджані, барвисто описаної знаменитим венеційцем зі слів очевидця. Слонова кавалерія — головна ударна сила м'янманської армії — потрапила в пастку, і бій було програно.
Наприкінці 1277 року монголи зробили новий похід на Паган з Юньнані під приводом допомоги одному з гірських племен. Була захоплена сильна фортеця Каунсін на його північно-східному кордоні, а також місто Бамо. Розграбувавши цей центр караванної торгівлі, монголи незабаром пішли на територію Юньнані.

## Розгром Паганського царства
В 1285 році монголи зазнали поразки у В'єтнамі. Збираючи сили для нового наступу на Дайв'єт, Хубілай не дав в 1287 році дозволу на війну з Паганом. Правитель провінції Юньнань був змушений вести бойові дії проти Пагана на свій страх і ризик.
Єсу Тимуру вдалося взяти столицю країни і окупувати територію аж до Прома. Паган з його храмами та монастирями, пагодами і палацами був зруйнований і відданий вогню. На території, захопленій монголами, була створена адміністративна одиниця Мяньчжун, незабаром перетворена в залежну від Юань державу. На трон у Пагані в 1289 році був посаджений васальний правитель Чавсва, і було встановлено розмір щорічної данини.